# Нель-э-Массуль
Нель-э-Массу́ль (фр. Nesle-et-Massoult) — коммуна во Франции, находится в регионе Бургундия. Департамент коммуны — Кот-д’Ор. Входит в состав кантона Лень. Округ коммуны — Монбар.
Код INSEE коммуны — 21451.

## Население
Население коммуны на 2010 год составляло 82 человека.
| 1962 | 1968 | 1975 | 1982 | 1990 | 1999 | 2010 |
| ---- | ---- | ---- | ---- | ---- | ---- | ---- |
| 134  | 122  | 99   | 80   | 92   | 101  | 82   |

## Экономика
В 2010 году среди 54 человек трудоспособного возраста (15—64 лет) 38 были экономически активными, 16 — неактивными (показатель активности — 70,4 %, в 1999 году было 56,7 %). Из 38 активных жителей работали 36 человек (23 мужчины и 13 женщин), безработных было 2 (0 мужчин и 2 женщины). Среди 16 неактивных 2 человека были учениками или студентами, 10 — пенсионерами, 4 были неактивными по другим причинам.